# Rhipidomys modicus
Rhipidomys modicus är en gnagare i släktet sydamerikanska klätterråttor som förekommer i nordvästra Sydamerika.

## Utseende
Arten är med en kroppslängd (huvud och bål) av 13,0 till 16,5 cm medelstor inom sitt släkte. Därtill kommer en svans som är tydlig längre (cirka 135 %). På svansen förekommer fina hår och vid slutet bildar en tofs av 1,5 cm långa hår. Håren på ovansidan har gulbruna och rödbruna avsnitt vad som ger ett brokigt utseende. Dessutom är några längre och mörkare hår inblandade. Undersidans hår är mörkgrå eller ljusgråa vid roten och vita vid spetsen. Några exemplar har en orange fläck på bröstet. De breda fötterna är 2,8 till 3,0 cm långa. Oftast finns en mörk fläck på fötternas topp.

## Utbredning och ekologi
Denna gnagare lever i Peru vid Andernas östra sluttningar. Den vistas i regioner som ligger 700 till 1800 meter över havet. Habitatet utgörs av bergsskogar som kan vara molnskogar.
Individerna är nattaktiva och klättrar främst i träd eller buskar. Ett exemplar hittas i en övergiven förvaringsbyggnad.

## Bevarandestatus
Skogens omvandling till laglig eller olaglig jordbruksmark hotar beståndet. Rhipidomys modicus är sällsynt men utbredningsområdet är fortfarande stort. IUCN listar arten som livskraftig (LC).